# ثمانية طهران
ثمانية طهران كان اتحادًا سياسيًا من المجاهدين الشيعة الأفغانيين، يتكون بشكل رئيسي من عرقية الهزارة الأفغانية، خلال الحرب السوفيتية الأفغانية. كانوا مدعومين من قبل إيران، لذلك تم تسميتهم "ثمانية طهران".
كانت ثمانية طهران نشطة بشكل رئيسي في منطقة هزارستان في وسط أفغانستان، وحاربت ضد حكومة الحزب الديمقراطي الشعبي الأفغاني والقوات السوفيتية الداعمة. شكلت ثاني أكبر قوة مقاومة في الحرب، بعد المجاهدين الأفغان الرئيسيين (المُسمين أيضًا "سبعة بيشاور")، والذي كان تحالفًا سنيًا.
تكونت ثمانية طهران في ديسمبر 1987 بمشاركة مباشرة من الدولة الإيرانية، بعد سنوات من النضال بين الفصائل في هزارستان. في عام 1989، تم توحيدهم إلى حزب واحد يدعى حزب الوحدة الإسلامي، باستثناء حزب الله أفغانستان.

## الفصائل الثمانية
تشكل المنظمات الأفغانية التالية ثمانية طهران، جميعها مقرها في إيران:
| الجماعة | الجماعة                                     | الجماعة                    | سنة التأسيس | الزعماء                                                  |
| ------- | ------------------------------------------- | -------------------------- | ----------- | -------------------------------------------------------- |
|         | حزب الله أفغانستان                          | حزب الله الأفغاني          | 1980        | - القارئ أحمد علي غوردروازي                              |
|         | تنظيم النصر الإسلامي في أفغانستان           | تنظيم النصر                | 1980        | - محمد حسين صادقي - عبد العلي مزاري - الشيخ شفق          |
|         | فيلق حرس الثورة الإسلامية في أفغانستان      | الحرس الثوري الأفغاني      | 1982        | - الشيخ محمد أكبري - محسن رضائي                          |
|         | حركة أفغانستان الإسلامية                    | الحركة الإسلامية           | 1978        | - محمد آصف المحسني - الشيخ صادق هاشمي                    |
|         | المجلس الثوري للوحدة الإسلامية في أفغانستان | حزب الشورى                 | 1979        | - السيد علي بهشتي - السيد محمد حسن جغران                 |
|         | حركة الثورة الإسلامية                       | حزب الثورة                 | 1980        | - الشيخ نصر الله منصور                                   |
|         | تنظيم المقاتلين من أجل الإسلام في أفغانستان | اتحاد المقاتلين الإسلاميين | 1980        | - الشيخ مصباح زاده                                       |
|         | حزب الرعد                                   |                            |             | - السيد عبد جعفر نادري - السيد إسماعيل بلخي - محمد هزائي |